# Der Tag der Verdammten
Der Tag der Verdammten (Original: Amanecer en Puerta Oscura) ist ein spanischer Abenteuerfilm mit deutlichen religiösen Untertönen, der 1957 von José María Forqué inszeniert wurde. Er wurde auch unter dem Alternativtitel Wem Gott vergibt und im Fernsehen als Die Verdammten der Sierra gezeigt.

## Handlung
Im spanischen Bergland des 19. Jahrhunderts wird ein Brigantentrio nach mühseliger Verfolgungsjagd unter Mordverdacht festgenommen. Da diese Festnahme in der Fastenzeit geschah, ist es nach den religiösen Bräuchen der Gegend um Málaga den drei Verdächtigen möglich, an der Prozession des Mittwochs in der Karwoche teilzunehmen. Der Finger der dabei mitgeführten Christus-Statue identifiziert den tatsächlichen Mörder.

## Kritiken
„Thematisch uneinheitlich, überzeugt der Film durch seine urwüchsige Erzählweise sowie die in kraftvollen Farben schwelgenden Bildkompositionen.“

## Auszeichnungen
Der Film war 1957 für den Goldenen Bären in Berlin nominiert und gewann einen Spezial-Silbernen Bären.

Francisco Rabal als Hauptdarsteller gewann 1958 einen der Premios del Círculo de Escritores Cinematográficos.